# Gallerie romane

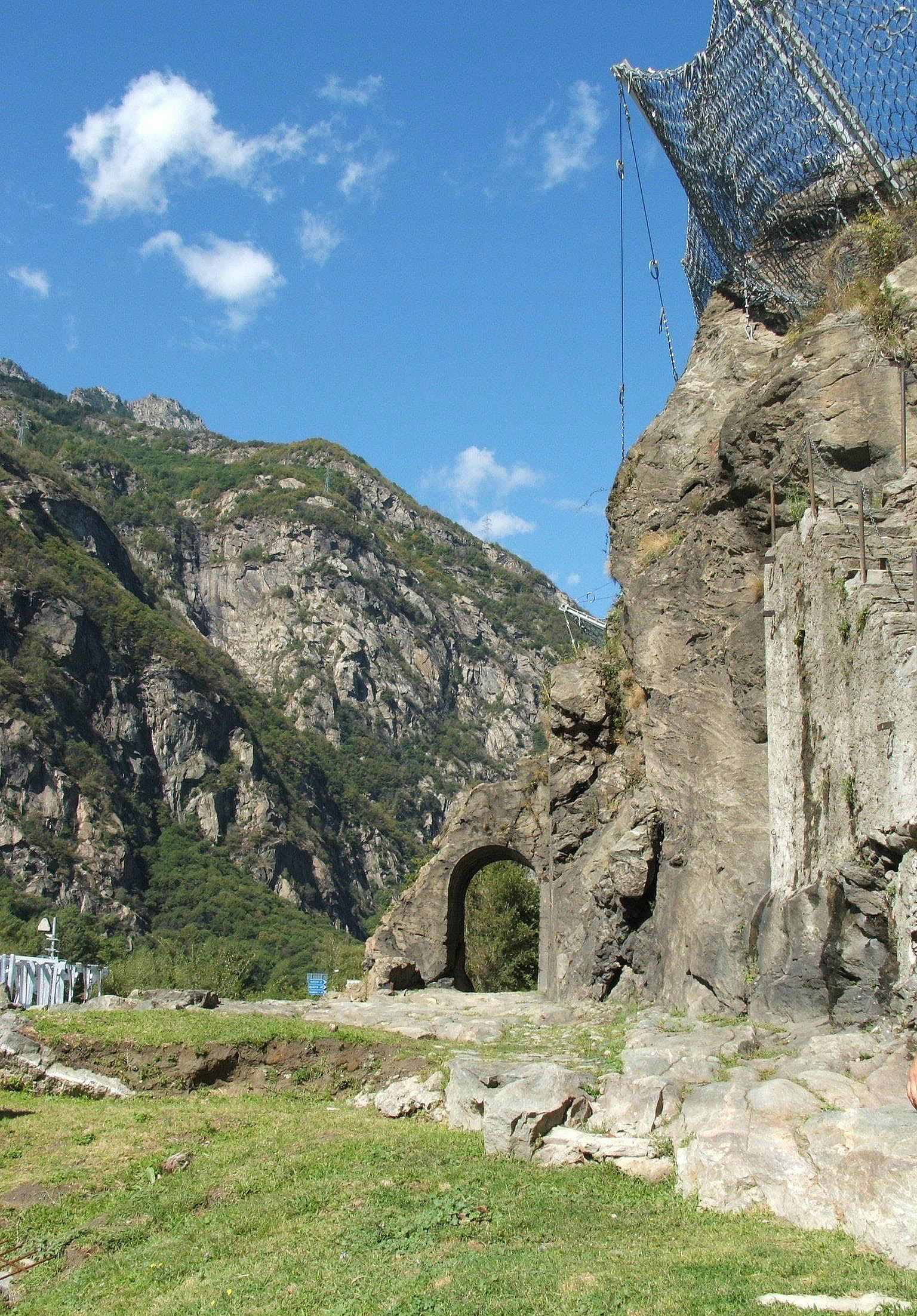
La strada romana e il tunnel di Donnaz, a Pont-Saint-Martin (Valle d'Aosta)

Alcune gallerie romane sono riuscite ad arrivare ai giorni nostri senza molte modifiche, trasformate in vere e proprie opere d'arte e d'ingegneria; anche se sono molto più discrete dei ponti, la loro costruzione era molto più complicata per la limitata tecnologia dell'epoca romana.
Furono costruite con lo stesso obiettivo di quello odierno, dato che furono scavate per permettere il passaggio di una strada attraverso una montagna. Possiamo distinguere almeno tre tipi di fabbricazione per le gallerie, oltre che per i passi semiscavati, i quali si possono trovare in varie province dell'antico Impero romano.

## Tecnica
I romani dominavano le tecniche di perforazione e rottura di rocce, mettendole in pratica abitualmente nell'escavazione di pozzi minerari e di acquedotti. Essi avevano a disposizione tutta l'attrezzatura propria della lavorazione della pietra, come mazze, picchi, ceselli ecc., realizzati in ferro, la cui forma era simile a quella degli strumenti attuali.
Inoltre, essi utilizzavano la tecnica di dilatazione-contrazione per rompere determinate rocce, attraverso la quale raggiungevano alte temperature per riscaldare le rocce, per poi spegnere bruscamente il fuoco con acqua e ottenere così la loro rottura. Inoltre, i romani, che conoscevano le proprietà dell'aceto per indebolire le rocce, in particolare quelle calcaree, tracciavano solchi nella pietra sui quali poi versavano l'acido acetico caldo e lo lasciavano agire per indebolirla.

## Opere

### Passi in varchi e gole

#### Via del Grande San Bernardo
La strada romana del passo del Grande San Bernardo possiede resti dell'antico percorso romano, con berme laterali, ponti e tagliate.

#### Porte di Ferro e Tabula Traiana

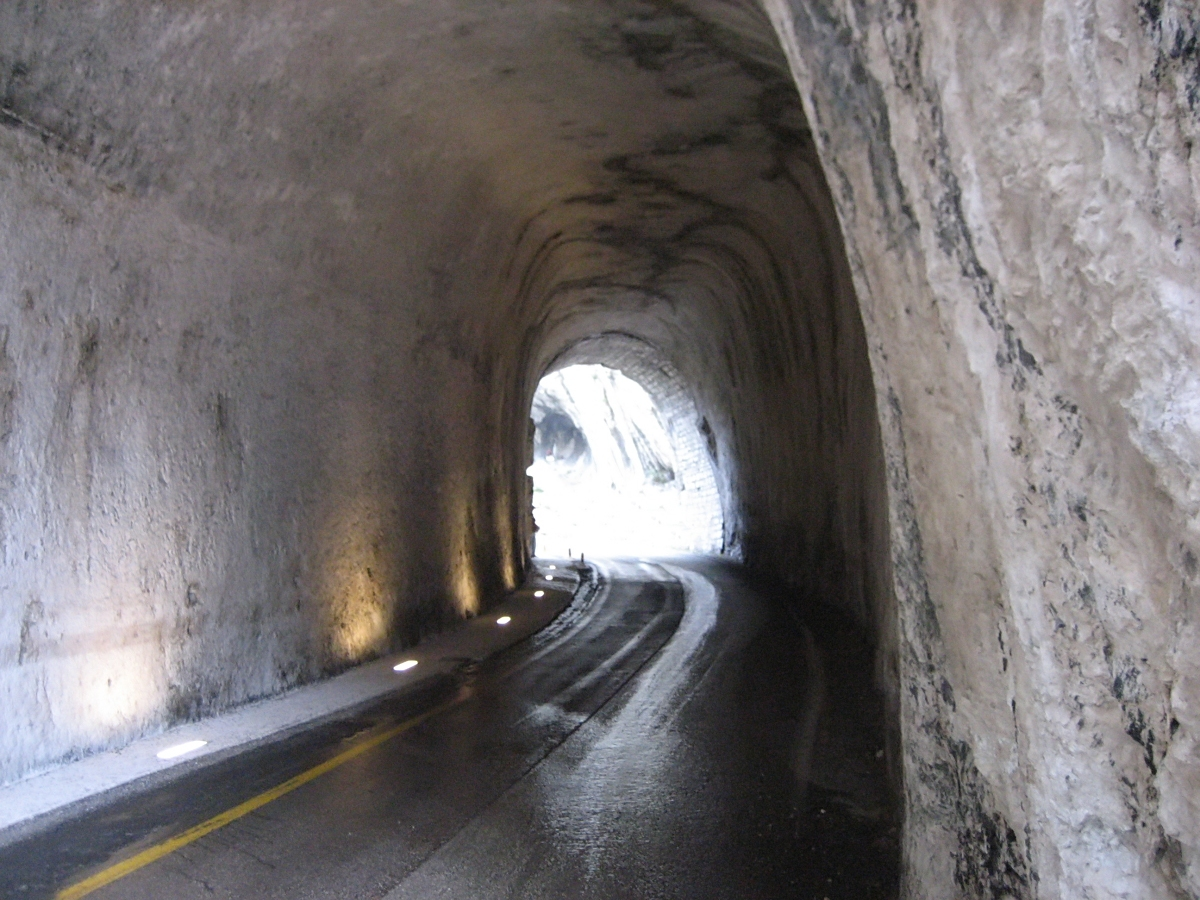
Tunnel romano del Furlo

Passo scavato nella parete della gola del Danubio nella via strategica costruita da Traiano, precisamente attraverso una piattaforma in legno, la quale sporge parzialmente sopra una cornice scavata nella pietra della gola, elevata leggermente sul livello medio del fiume.

#### Galleria del Furlo
Galleria scavata nelle rocce calcaree degli Appennini, con una lunghezza di 38 m, lungo la Via Flaminia tra Roma e la costa dell'Adriatico. Il suo profilo è curvo e fu realizzato sotto l'impero di Vespasiano.

### Scavi in massicci rocciosi
Gli ingegneri romani utilizzavano mezzi differenti per scavare i massicci rocciosi e di conseguenza praticare aperture che permettessero di far passare strade per zone ripide, come si può osservare in alcuni spettacolari esempi, come la tagliata e l'arco di Donnas, in alcune sezioni delle vie romane nel Giura, in particolare vicino a Poligny, e, in misura maggiore, nel passo della Via Appia sotto il tempio di Giove Anxur a Terracina.

### Gallerie brevi
Venivano realizzate per rendere più sicuri tratti di strade in luoghi rocciosi, sia perché ci poteva essere poco spazio sul bordo di un precipizio, sia perché c'era la possibilità di frane.

#### Galleria di Donnas
45.602293°N 7.761231°E

La Galleria di Donnas, vicino al villaggio di Donnas, 2 km ad ovest da Pont-Saint-Martin (Valle d'Aosta), presenta una buona parte di strada romana scavata nella roccia, dove compaiono anche una pietra miliare e una galleria a forma di portale

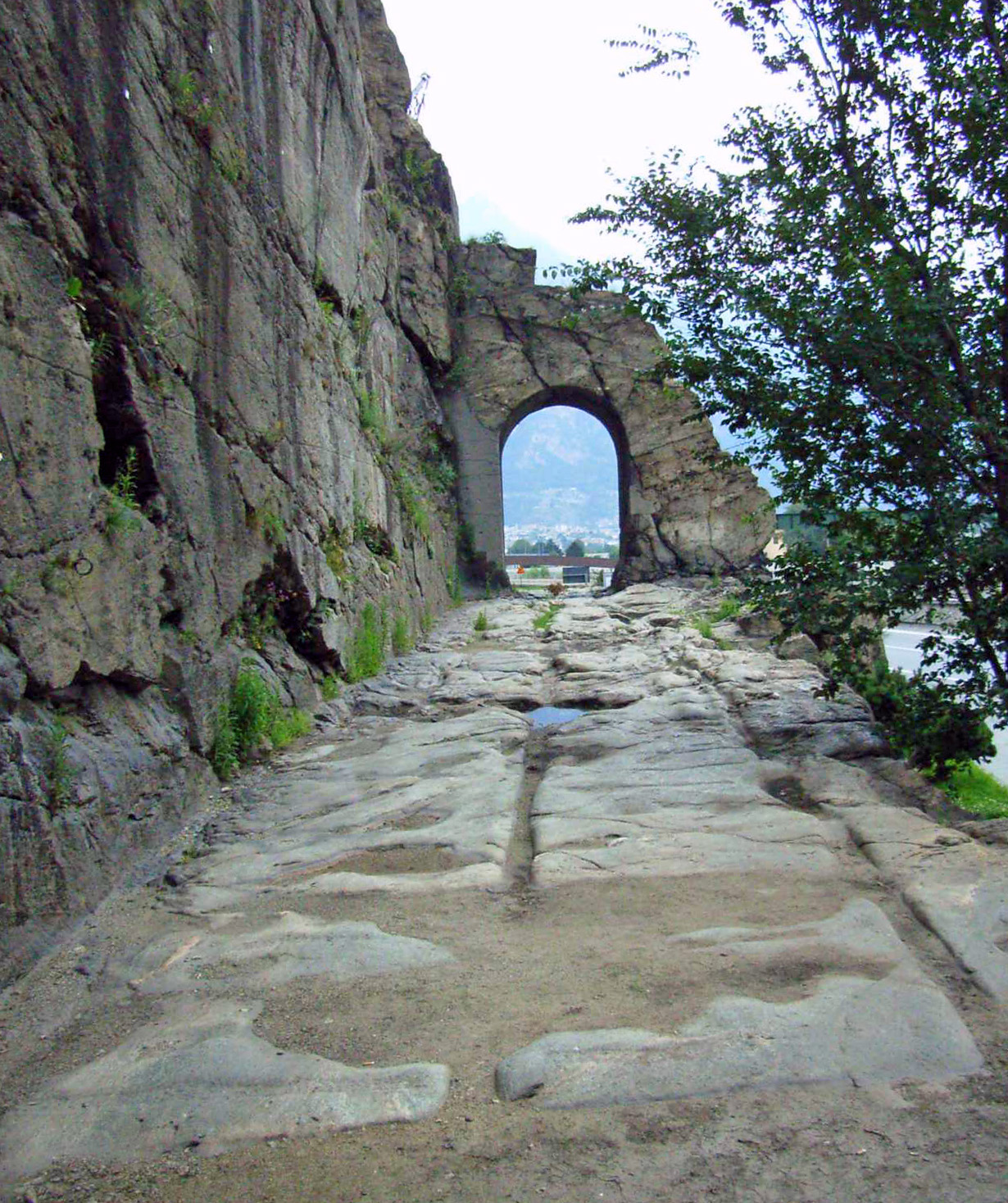
Tunnel di Donnaz
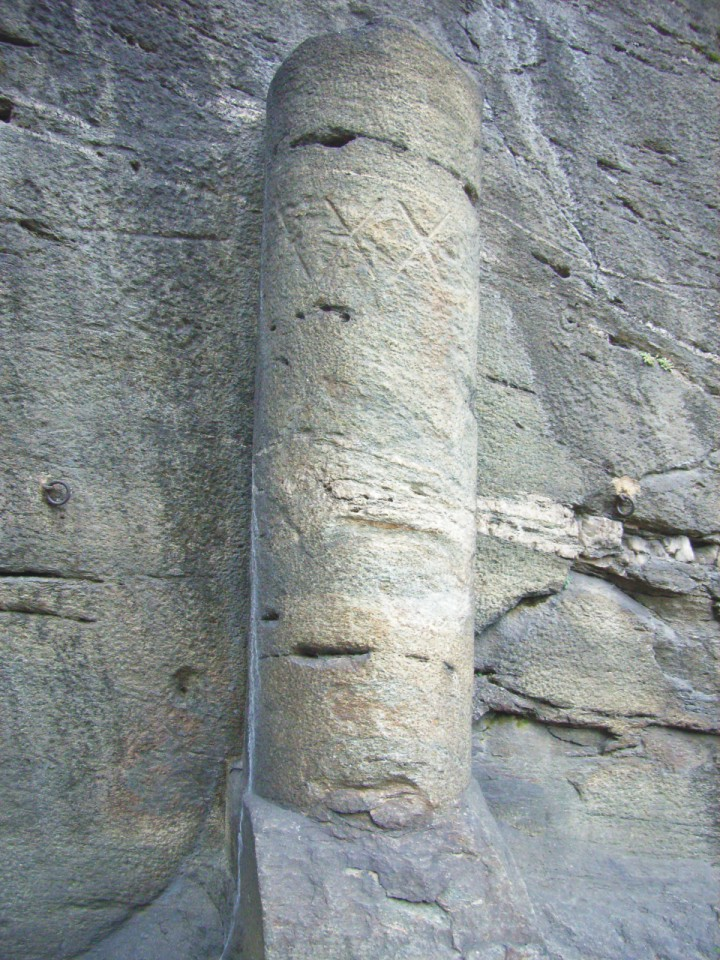
Pietra miliare, vicino al tunnel di Donnaz

#### Porta scolpita a Besançon

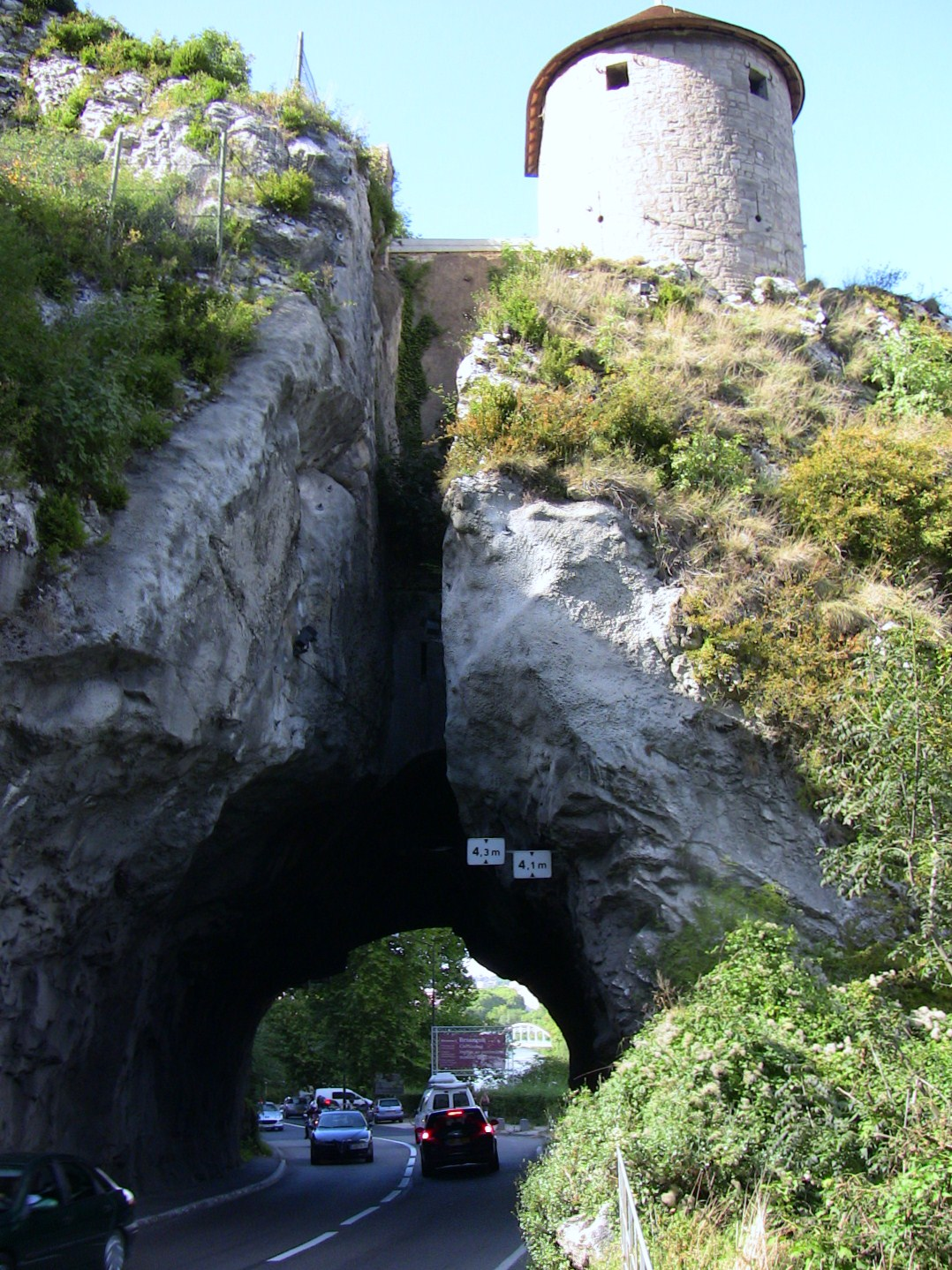
Porta scolpita a Besançon

47.228566°N 6.038392°E
La Porta scolpita di Besançon, fu costruita quasi sicuramente in epoca romana, e attraversa uno sperone roccioso nella zona dell'acropoli della città, per permettere il passaggio di una strada che conduce in Svizzera.

#### Pierre-Pertuis

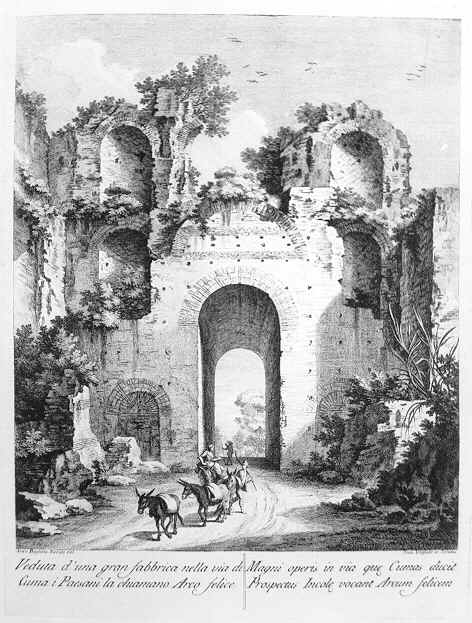
Arco Felice

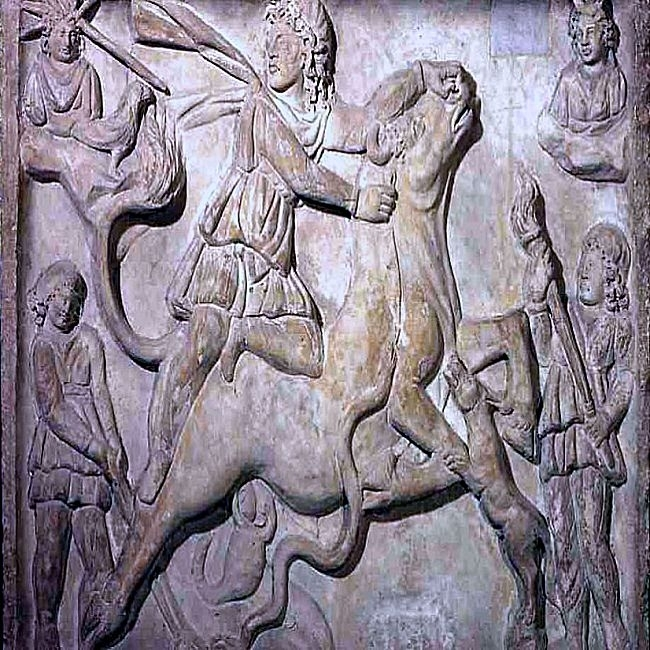
Cripta Napolitana: bassorilievo di Mithra

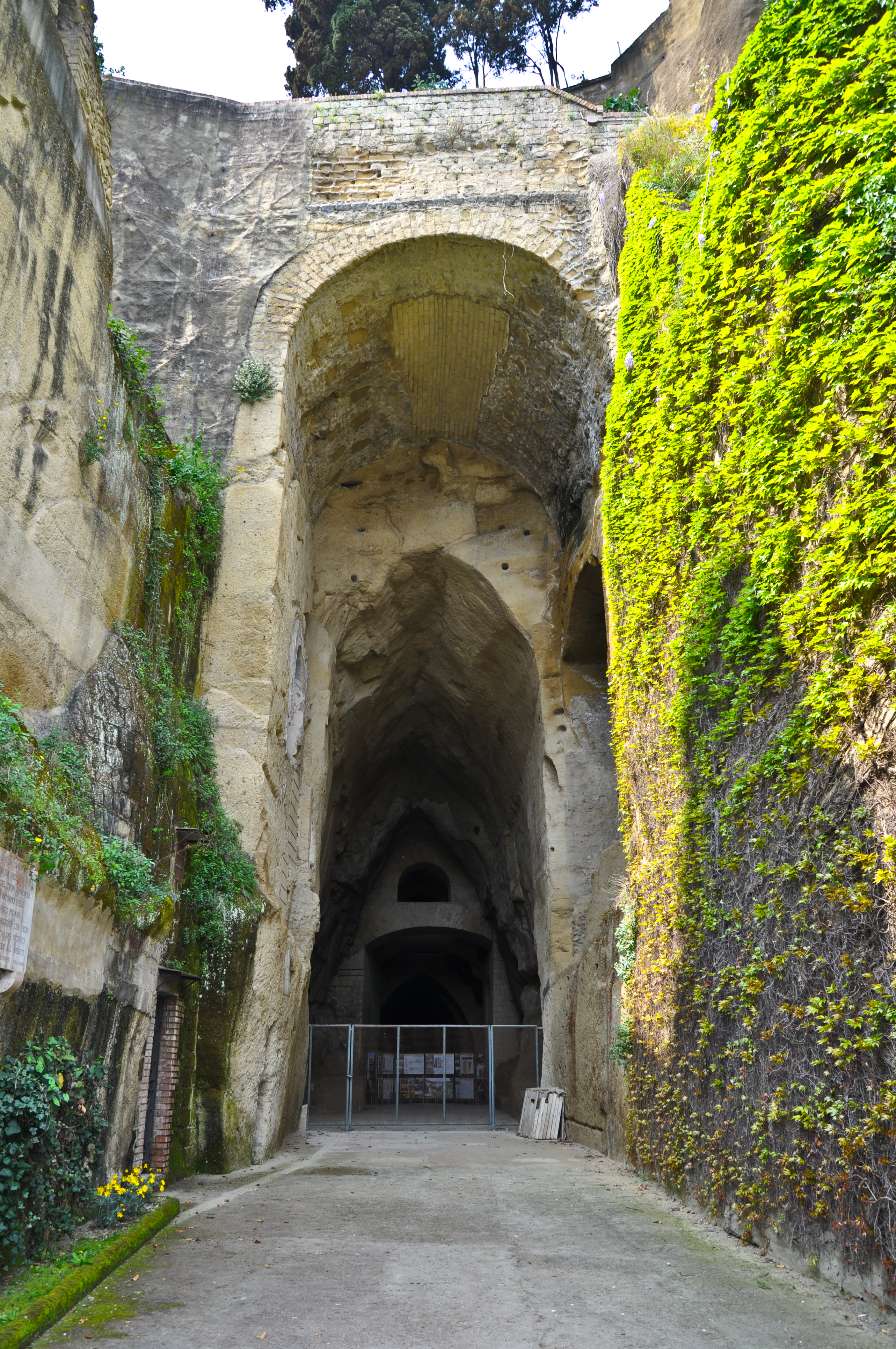
Cripta Napolitana, vicino a Napoli

47°12′45″N 7°11′42″E
Il col de Pierre Pertuis (la roccia perforata, letteralmente), vicino a Bienne, Svizzera, presenta un tratto di strada romana intagliato nella roccia, creando una porta simile a quella di Besançon·.

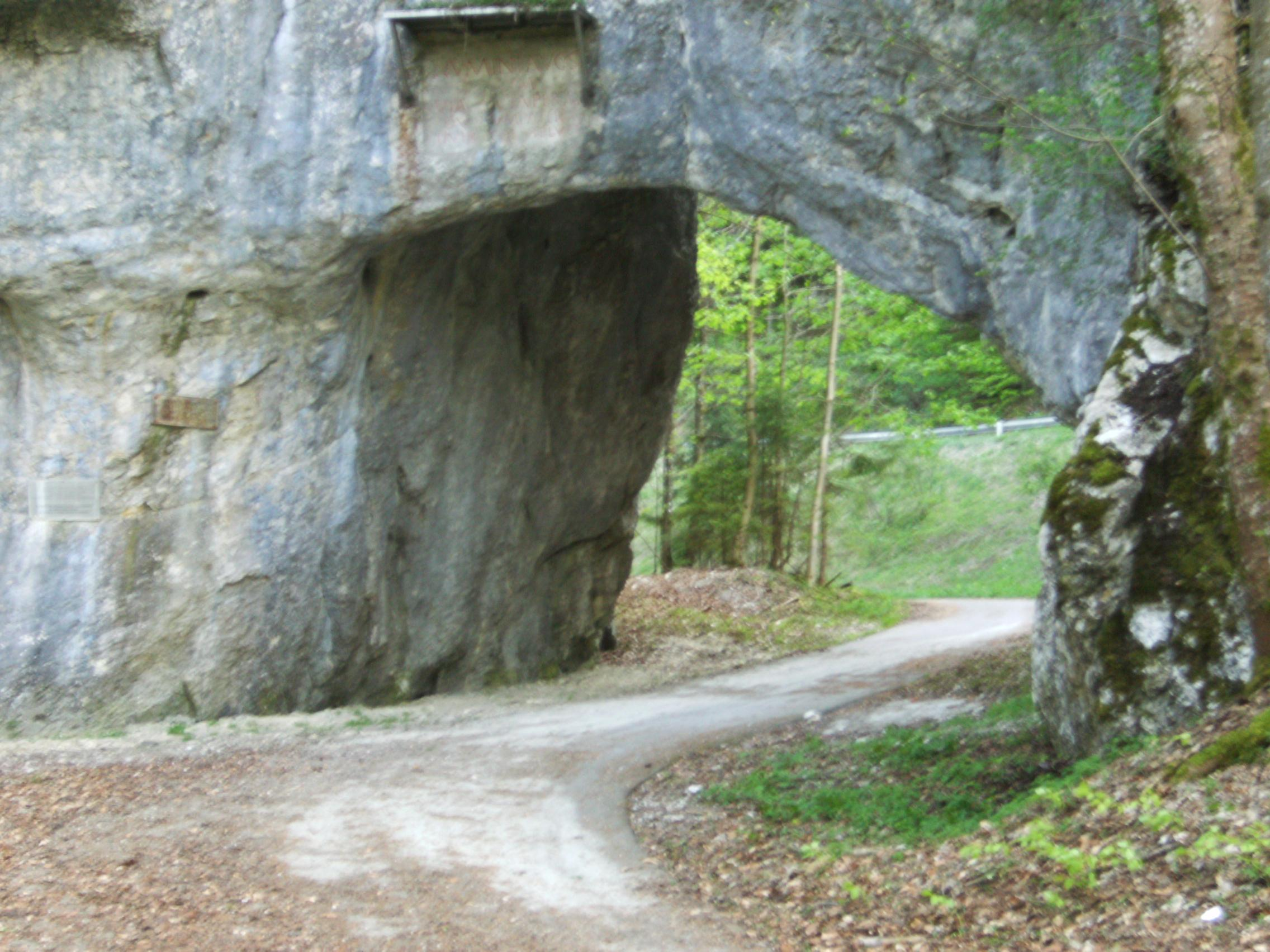
Galleria romana del col de Pierre Pertuis
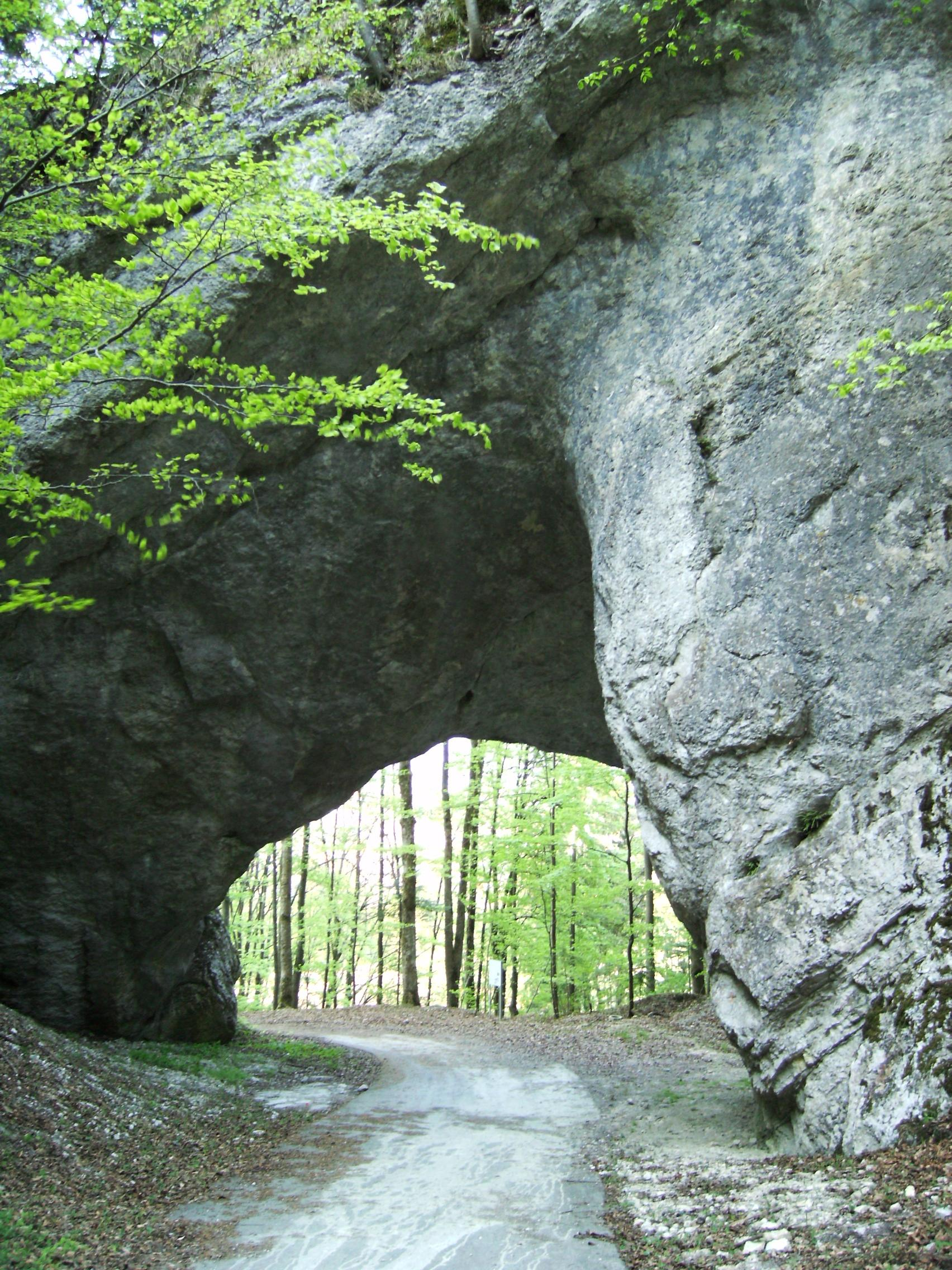
Galleria romana del col de Pierre Pertuis
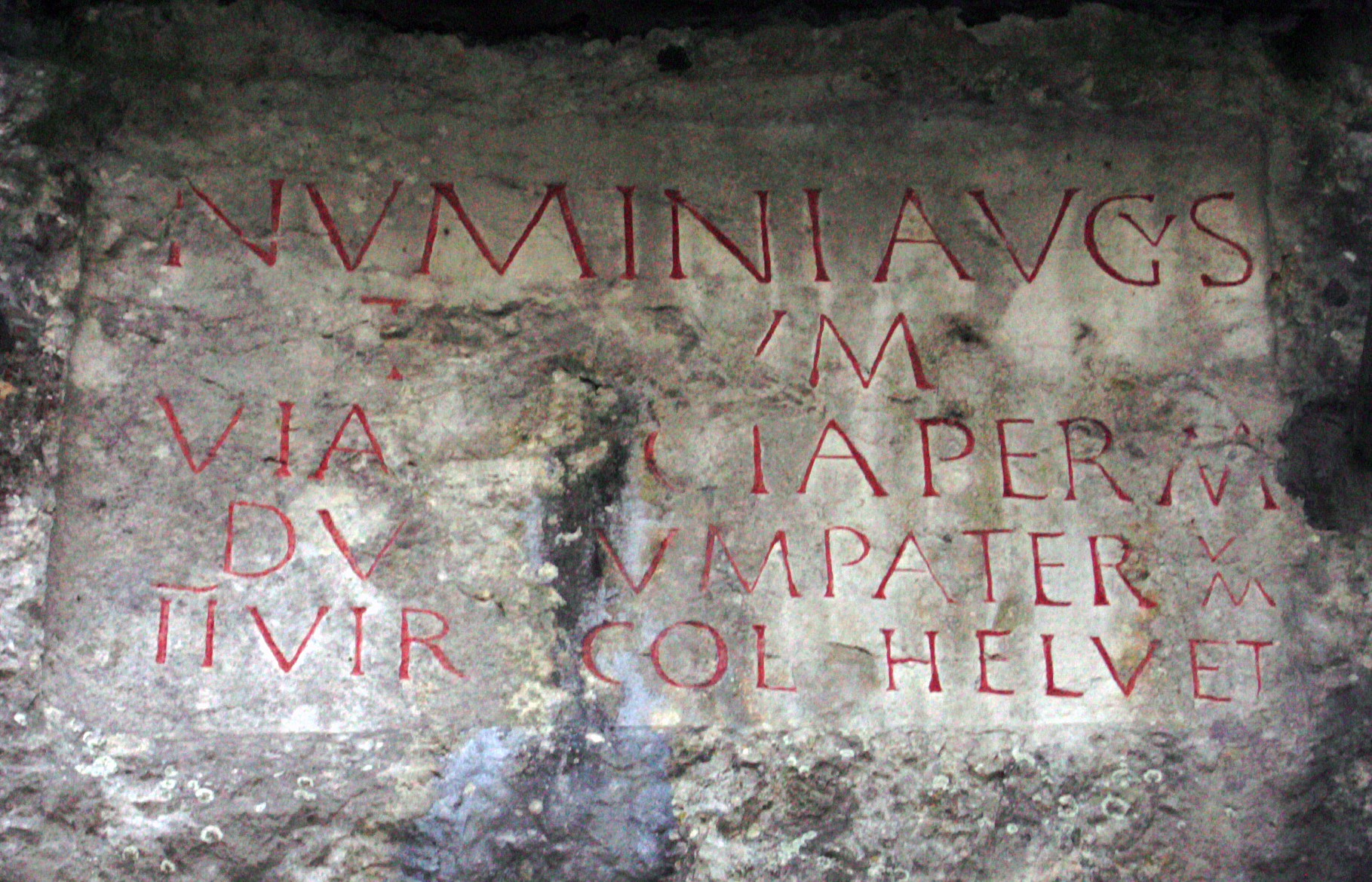
Inscrizione romana all'entrata della galleria

#### Arco Felice
40.845805°N 14.065706°E
L'Arco Felice è un passaggio fabbricato in mattoni, le cui pareti fissano un tratto della Via Domiziana attraverso il Monte Grillo, tra Cuma e Pozzuoli, dopo il Lago d'Averno, vicino alla città italiana di Napoli. Misura 20 m di altezza per 6 m di larghezza ed è stato costruito nel 95, sotto la guida dell'imperatore Domiziano.

### Grandi gallerie della zona di Napoli
Oltre all'Arco Felice, già dal I secolo furono scavate dai romani altre quattro grandi gallerie per il passaggio di strade nel tufo vulcanico dei Campi Flegrei, tra Pozzuoli e Cuma. Almeno due di loro vengono attribuite all'ingegnere Lucio Cocceio Aucto, originario di tale regione.
Le prime tre sono direttamente collegate alla rete di acquedotti romani che fornivano acqua a Napoli e Pozzuoli (acquedotto di Serino).

#### Cripta Napoletana
40.829595°N 14.21755°E
La Crypta Neapolitana è una grande galleria appartenente a una strada romana, costruita nel I secolo per collegare rapidamente Napoli con Pozzuoli. Secondo Strabone, i lavori furono a carico dell'ingegnere Lucio Cocceio Aucto. Le sue dimensioni sono gigantesche: 705 m di lunghezza per 4,5 m di larghezza e 5 m di altezza. La cripta è stata restaurata varie volte a partire dal Rinascimento. In essa si praticò il culto a Mitra (divinità) e sono conservati frammenti di bassorilievi mitraici del III e IV secolo scoperti all'interno del tunnel, che attualmente sono posti all'interno del Museo Archeologico Nazionale di Napoli. La cripta o grotta è stata rappresentata molte volte da artisti del XVIII e XIX secolo, insieme alla veduta classica del grande mausoleo conosciuto come Tomba di Virgilio, situato all'ingresso del tunnel. Goethe, ad esempio, ha visitato questo ambiente romantico il 27 febbraio del 1787.

#### Grotta di Seiano
40.7999°N 14.176255°E
La Grotta di Seiano è una galleria scavata nel massiccio di tufo vulcanico di Posillipo, accanto alla città di Coroglio, nell'area residenziale di Gaiola, ai bordi del mare. Essa è attribuita a Seiano, prefetto del pretorio sotto l'Impero di Tiberio. È stata abbandonata con il passare del tempo fino alla sua scoperta nel 1840. Restaurata, continua a prestare servizi. Durante la Seconda Guerra Mondiale è stata utilizzata come rifugio antiaereo per la popolazione locale, per poi degradarsi negli anni seguenti ed essere radicalmente restaurata negli anni 90.
La galleria è rettilinea e si sviluppa su 770 m di lunghezza, con una sezione di 2,2 m, anche se negli ingressi raggiunge un'altezza di 14 m per permettere l'entrata di luce e aria. Questa stessa funzione è rispettata in tre bocche secondarie di 40 m, 29 m e 129 m. La costruzione interna comprende archi di pietra e pareti di vari materiali, facendo predominare l'opus reticulatum. Si crede che la pietra estratta durante gli scavi servì per costruire edifici adiacenti.

#### Grotta di Cocceio
40.84011°N 14.07058°E
Più ad ovest, la grotta di Cocceio è una galleria di quasi 1 km, scavata nel 37 a. C., sotto iniziativa di Agrippa. Si trova a Cuma nel lago d'Averno e faceva parte delle opere che dovevano trasformare tale lago in un porto militare. La galleria è stata rivestita dall'opus reticulatum con sei camini di ariazione e illuminazione. Durante la Seconda Guerra Mondiale, servì da polveriera e un'esplosione accidentale la danneggiò gravemente.

#### Cripta Romana
40.840807°N 14.053193°E
La Cripta Romana è una galleria romana che attraversa da ovest a est l'acropoli di Cuma, la quale collegava il porto antico di Cuma con l'Arco Felice nella Via Domiziana, fino al lago d'Averno, vicino a Napoli. Quando scomparì l'interesse strategico del porto di Putteoli perché fu migliorato, sotto Augusto, il porto di Miseno e quando fu abbandonato il progetto di trasformare il lago d'Averno in porto militare dopo la Guerra Civile, la galleria venne abbandonata e convertita in necropoli, anche se gran parte di essa crollò, finché il generale bizantino Narsete, durante l'assedio di Cuma nel VI secolo, la restaurò affinché le sue truppe fossero facilitate nell'assediare la cittadella.
La Cripta Romana fu scavata dal 1925 al 1931 dall'archeologo italiano Amadeo Maiuri. Attualmente si può vedere sotto la passerella che permette di accedere al luogo archeologico dell'acropoli di Cuma.